# Victor Séjour

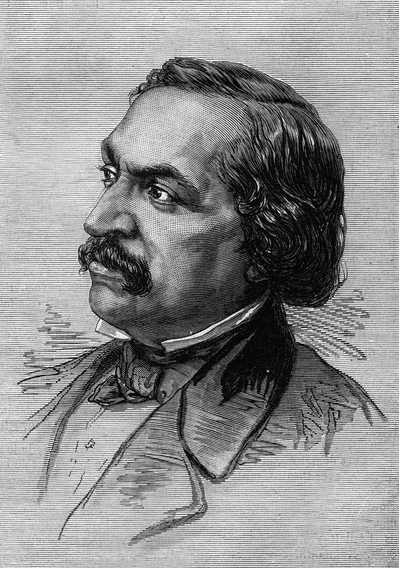
Victor Séjour

Victor Séjour (* 2. Juni 1817 in New Orleans; † 21. September 1874 in Paris) war ein afroamerikanischer Schriftsteller französischer Sprache.

## Leben und Werk
Juan Victor Séjour Marcou et Ferrand war der Sohn eines haitianischen Vaters und einer afroamerikanischen Mutter. 1836 ging er zur weiteren Ausbildung nach Paris und veröffentlichte dort unter dem Künstlernamen Victor Séjour die erste von einem Afroamerikaner verfasste Erzählung überhaupt, Le Mulâtre (Der Mulatte). Thema war die Sklaverei. Ab den 1840er Jahren schrieb er (im Kontakt zu Émile Augier) erfolgreiche Theaterstücke, zuerst romantische, später melodramatische. Zwei davon (wie auch die Erzählung) wurden in neuester Zeit wieder herausgegeben, darunter La tireuse de cartes (Die Kartenlegerin), in der Séjour die Affäre um Edgardo Mortara auf die Bühne brachte.
Victor Séjour war Ritter der Ehrenlegion (1860).

## Werke

### Moderne Ausgaben
- Le mulâtre. La tireuse de cartes. Hrsg. Lydie Moudileno. Harmattan, Paris 2014. (zuerst 1837 und 1860)
  - (deutsch) Die Kartenlegerin. Drama in 4 Akten und einem Vorspiel: Der Kindesraub. Für die deutsche Bühne bearbeitet von Emil Neumann. Guthschmidt, Berlin 1860.
- (mit Jules Brésil) Le martyre du cœur. Drame en cinq actes en prose. Hrsg. Barbara T. Cooper. Harmattan, Paris 2022. (zuerst 1858)

### Theater
- Diégarias. 1844. La Chute de Séjan. 1849. Les Grands Vassaux. 1851. Les Volontaires de 1814. 1851. Richard III. 1852.[2] Les Noces vénitiennes. 1855. Le Fils de la nuit. 1856. André Gérard. 1857. Le Martyre du Cœur. 1858. La Tireuse de cartes, mélodrame. 1860. Les Aventuriers. 1860. Compère Guillery. 1860. Les Massacres de la Syrie. 1861. Les Mystères du Temple. 1861. Le Fils de Charles Quint. 1864. Le Marquis Caporal. 1864. Les Enfants de la louve. 1865. La Madone des roses. 1869.